# Ignacio Miramón
Juan Ignacio Miramón (* 12. Juni 2003 in Bolívar) ist ein argentinischer Fußballspieler, der beim OSC Lille unter Vertrag steht und an CA Boca Juniors ausgeliehen ist.

## Karriere

### Verein
Miramón begann seine fußballerische Ausbildung bei Gimnasia y Esgrima La Plata. In der Saison 2020 stand er bereits mehrmals in den Pokalwettbewerben im Kader und spielte einmal in der Copa Argentina. In der Saison 2021 spielte er wieder im Pokal und wurde schon zu Ligaspielen berufen. Am letzten Spieltag der Saison 2022 debütierte er gegen den CA Talleres für die Profis in der Primera División. Anschließend debütierte er Anfang April 2023 gegen Universitario de Deportes in der Copa Sudamericana auf internationaler Ebene, als sein Team 1:2 verlor. Bis Ende Juli 2023 entwickelte sich Miramón zum Stammspieler und kam zu 21 Ligaeinsätzen und fünf Spielen in der Copa Sudamericana.
Im Anschluss wechselte er für sechs Millionen Euro in die Ligue 1 nach Frankreich zum OSC Lille. Am dritten Spieltag wurde er gegen den FC Lorient bei einer 1:4-Niederlage eingewechselt und feierte somit sein Debüt im europäischen Profifußball. Im Sommer 2024 wurde er bis Ende 2025 an CA Boca Juniors ausgeliehen.

### Nationalmannschaft
Miramón spielte im Mai 2023 zwei von vier möglichen Spielen bei der U20-WM 2023 für die U20-Junioren Argentiniens.